# Nabatiye (gouvernement)
Nabatiye (النبطية an-Nabatiyah) is een van de zes gouvernementen van Libanon. De oppervlakte is 1.058 km². De hoofdstad is Nabatiye.

## Districten
- Nabatiye (Nabatiye)
- Marjeyoun (Marjeyoun)
- Hasbeya (Hasbeya)
- Bent Jbeil (Bent Jbeil)

## Steden
- Nabatiye (hoofdstad)
- Khiyam

Akkar · Baalbek-Hermel · Beiroet · Beka · Keserwan-Jbeil · Libanongebergte · Nabatiye · Noord · Zuid